# Romanschulzia costaricensis
Romanschulzia costaricensis är en korsblommig växtart som först beskrevs av Paul Carpenter Standley, och fick sitt nu gällande namn av Reed Clark Rollins. Romanschulzia costaricensis ingår i släktet Romanschulzia och familjen korsblommiga växter.

## Underarter
Arten delas in i följande underarter:
- R. c. costaricensis
- R. c. storkii